# Луїс Філд
Луїс Філд (англ. Louise Field, нар. 25 лютого 1967) — колишня австралійська професійна тенісистка. 
Здобула два парні титули туру WTA.
Найвищу одиночну позицію світового рейтингу — 96 місце досягла 28 серпня 1989, парну — 48 місце — 22 жовтня 1990 року.

## Фінали Туру WTA

### Одиночний розряд (0–1)
| Результат | W/L | Дата     | Турнір                                | Покриття | Опонент   | Рахунок  |
| --------- | --- | -------- | ------------------------------------- | -------- | --------- | -------- |
| Поразка   | 1–0 | Гру 1985 | Nutri-Metics Open 1985, Нова Зеландія | Трава    | Енн Гоббс | 3–6, 1–6 |

### Парний розряд (2–1)
| Результат | W/L | Дата     | Турнір            | Покриття   | Партнер             | Опоненти                              | Рахунок       |
| --------- | --- | -------- | ----------------- | ---------- | ------------------- | ------------------------------------- | ------------- |
| Поразка   | 0–1 | Вер 1988 | Париж, Франція    | Ґрунт      | Наталі Ерреман      | Алексія Дешом-Баллере Емманюель Дерлі | 0–6, 2–6      |
| Перемога  | 1–1 | Тра 1990 | Женева, Швейцарія | Ґрунт      | Діанне Ван Ренсбург | Еліз Берджін Бетсі Нагелсен           | 5–7, 7–6, 7–5 |
| Перемога  | 2–1 | Вер 1990 | Байонн, Франція   | Тверде (i) | Катрін Танв'є       | Джо-Анн Фолл Рейчел Макквіллан        | 7–6, 6–7, 7–6 |

## Інші фінали

### Одиночний розряд (4–3)
| Турніри $25,000 |
| Турніри $10,000 |

| Результат | Ранг | Дата              | Турнір               | Покриття | Опонент          | Рахунок       |
| --------- | ---- | ----------------- | -------------------- | -------- | ---------------- | ------------- |
| Поразка   | 1.   | 13 листопада 1982 | Bulleen, Австралія   | Тверде   | Елізабет Мінтер  | 2–6, 6–4, 5–7 |
| Перемога  | 1.   | 11 березня 1985   | Аделаїда, Австралія  | Тверде   | Белінда Кордвелл | 6–3, 6–1      |
| Поразка   | 2.   | 22 вересня 1985   | Бостон, США          | Тверде   | Бет Нортон       | 0–6, 4–6      |
| Перемога  | 2.   | 23 березня 1987   | Мельбурн, Австралія  | Тверде   | Helena Dahlström | 6–3, 6–3      |
| Поразка   | 3.   | 30 березня 1987   | Аделаїда, Австралія  | Тверде   | Белінда Кордвелл | 0–6, 6–4, 4–6 |
| Перемога  | 3.   | 4 грудня 1988     | Мельбурн, Австралія  | Тверде   | Луїс Стейсі      | 4–6, 6–2, 6–1 |
| Перемога  | 4.   | 10 листопада 1991 | Порт-Пірі, Австралія | Тверде   | Дженні Бірн      | 6–4, 6–4      |

### Парний розряд (6–7)
| Результат | Ранг | Дата              | Турнір              | Покриття | Партнер          | Опоненти                             | Рахунок       |
| --------- | ---- | ----------------- | ------------------- | -------- | ---------------- | ------------------------------------ | ------------- |
| Поразка   | 1.   | 17 червня 1984    | Freehold, США       | Тверде   | Мішелл Терк      | Лінда Гейтс Лінда Гауелл             | 6–4, 2–6, 1–6 |
| Перемога  | 1.   | 25 лютого 1985    | Тасманія, Австралія | Тверде   | Дженін Томпсон   | Коллін Карні Мішелл Терк             | 6–1, 4–6, 6–4 |
| Перемога  | 2.   | 10 березня 1985   | Мельбурн, Австралія | Тверде   | Дженін Томпсон   | Karen Deed Wendy Frazer              | 6–7, 6–0, 6–1 |
| Поразка   | 2.   | 11 березня 1985   | Аделаїда, Австралія | Тверде   | Дженін Томпсон   | Белінда Кордвелл Джулі Річардсон     | 2–6, 6–2, 2–6 |
| Поразка   | 3.   | 15 липня 1985     | Ландскруна, Швеція  | Ґрунт    | Дженін Томпсон   | Джилл Гетерінгтон Джеймі Каплан      | 5–7, 2–6      |
| Поразка   | 4.   | 15 вересня 1985   | Hopewell, США       | Ґрунт    | Нісія Акемі      | Diane Farrell Дженні Гудлінг         | 6–2, 5–7, 4–6 |
| Перемога  | 3.   | 22 вересня 1985   | Бостон, США         | Тверде   | Ліса О'Нілл      | Коллін Карні Мішелл Терк             | 6–4, 6–1      |
| Перемога  | 4.   | 8 листопада 1985  | Бостон, США         | Тверде   | Мішелл Терк      | Кріс О'Ніл Пем Вайткросс             | 6–0, 7–5      |
| Поразка   | 5.   | 14 квітня 1986    | Канберра, Австралія | Gras     | Елізабет Мінтер  | Анна-Марія Фернандес Джулі Річардсон | 7–5, 3–6, 3–6 |
| Поразка   | 6.   | 31 жовтня 1986    | Сідней, Австралія   | Тверде   | Ніколь Брадтке   | Мішелл Джаггерд-Лай Ліса О'Нілл      | w/o           |
| Перемога  | 5.   | 23 березня 1987   | Мельбурн, Австралія | Тверде   | Белінда Кордвелл | Коллін Карні Anna-Karin Olsson       | 6–2, 3–6, 6–3 |
| Перемога  | 6.   | 30 березня 1987   | Аделаїда, Австралія | Тверде   | Белінда Кордвелл | Коллін Карні Елісон Скотт            | 6–1, 1–6, 6–4 |
| Поразка   | 7.   | 21 листопада 1988 | Аделаїда, Австралія | Тверде   | Елісон Скотт     | Джо-Анн Фолл Рейчел Макквіллан       | 5–7, 4–6      |